# Ema Klinec
Pour les articles homonymes, voir Klinec.
Ema Klinec est une sauteuse à ski slovène, née le 2 juillet 1998 à Kranj. Elle est membre du club « SSK Alpina Ziri ».
Entre le 25 février 2012 et le 15 septembre 2013, elle participe à 17 épreuves internationales de tous niveaux, y compris mondial : elle est 16 fois sur le podium, et remporte 14 victoires, dont le premier Grand Prix auquel elle participe le 15 août 2013 à Courchevel.
Le 18 mars 2023, elle atterrit à 203 mètres lors de son deuxième saut au tremplin de Vikersundbakken, devenant ainsi la première femme à sauter officiellement à plus de 200 mètres. Le lendemain, elle établit un nouveau record du monde à 226 mètres et remporte également la première épreuve féminine de vol à ski de l'histoire.

## Parcours sportif

### Alpen Cup, Coupe FIS et Coupe continentale
Ema Klinec fait ses débuts en compétition internationale lors de l'épreuve de Coupe continentale de saut à ski de Ljubno le 22 janvier 2011 : elle marque ses premiers points dès cette première épreuve en prenant la 16e place, puis la 8e place le lendemain ; elle a alors 12 ans et demi. Elle poursuit cette première saison avec quatre concours à Zakopane puis Ramsau am Dachstein, où elle se place à chaque fois entre la 13e et la 20e place. Elle devient championne de Slovénie pour la première fois cette année devant Spela Rogelj
Lors de l'été 2011, elle participe à cinq concours qui constituent une « Tournée d'été », deux épreuves de Coupe Continentale à Bischofsgrün, une compétition « FIS » à Pöhla (de) sur un tremplin plus petit, puis deux Coupes Continentales à Oberwiesenthal : elle ne se place jamais plus loin que 9e, réussissant même à monter sur la deuxième marche du podium le 20 août 2011 à Oberwiesenthal, battue par Daniela Iraschko mais devant Coline Mattel. Elle termine à la 3e place de cette tournée estivale 2011. Elle devient championne de Slovénie à l'automne.
Ema Klinec ne participe pas aux épreuves d'ouverture de Coupe Continentale 2012 de Rovaniemi le 29 novembre 2011 ; elle ne peut pas non plus se mesurer aux autres sauteuses lors d'épreuves de Coupe du monde de saut à ski, car l'âge minimum est alors de 15 ans,, qu'elle n'atteindra que le 2 juillet 2013. Elle commence sa saison hivernale à Notodden le 9 décembre 2012, mais elle rate la qualification pour la deuxième manche de un point et prend la 31e place, qui est son plus mauvais résultat de toute sa jeune carrière. Le lendemain Ema Klinec prend la 15e place.
Le 20 janvier 2012 elle monte sur la 3e marche du podium de l'épreuve de Coupe Continentale de Zakopane, derrière Sarah Hendrickson et Daniela Iraschko, et devant Coline Mattel. Elle renouvelle cette performance le lendemain, de nouveau devant Mattel, et derrière Hendrickson devancée cette fois-ci par Iraschko.
Ema Klinec prend part lors de la saison estivale 2012 à deux épreuves de Coupe FIS, les deux fois elle est sur le podium avec une place de troisième et une victoire les 14 et 15 juillet 2012 à Villach. En hiver 2013 elle saute lors de six épreuves Alpen Cup pour jeunes sauteuses, elle les remporte toutes les six.
Ema Klinec ne participe à nouveau à une Coupe Continentale que le 2 mars 2013 à Oberwiesenthal ; la concurrence est cette fois-ci de niveau modeste puisque les sauteuses prétendantes aux premières places de Coupe du Monde ne sont pas présentes. Elle remporte cette épreuve, devant Michaela Doleželová et Juliane Seyfarth.

### Championnats du monde junior
Ema Klinec remporte un total de huit médailles aux Championnats du monde junior, dont quatre en or par équipes (épreuve féminine 2013 à Liberec et 2018 à Kandersteg et épreuve mixte en 2016 et 2017). En 2017 et 2018, elle remporte la médaille d'argent du concours de individuel.
Sa première médaille intervient en 2012 à Erzurum, alors âgée de 13 ans, avec le bronze par équipes.

### Grand Prix d'été
Le 15 août 2013, elle remporte sa première manche du Grand Prix à Courchevel. Elle gagne sa deuxième victoire cinq ans plus tard à Tchaïkovski pour se classer deuxième au général.

### Coupe du monde et grands championnats
Elle fait ses débuts en Coupe du monde en décembre 2013 à Lillehammer où elle termine septième. Elle est ensuite 8e et 12e à Hinterzarten puis 5e et 6e à Tchaïkovski, ses meilleurs résultats en Coupe du monde.
Après un an de non-participation, elle fait son retour pour la saison 2015-2016. Elle obtient son premier podium le 16 janvier 2016, en se classant deuxième du concours de Sapporo derrière Sara Takanashi. En 2016, elle remporte aussi le concours individuel des Jeux olympiques de la jeunesse à Lillehammer.
Lors de la saison 2016-2017, elle ajoute deux podiums dans l'élite à son palmarès, à Oberstdorf et Pyeongchang. Elle prend la cinquième place des Championnats du monde à Lahti pour sa première participation à la compétition. Elle se classe septième de la Coupe du monde cet hiver.
Si en 2017-2018, son seul podium individuel est une deuxième place au championnat du monde junior à Kandersteg, elle prend part à ses premiers Jeux olympiques à Pyeongchang, prenant le quatorzième rang.
Elle commence bien la saison 2018-2019, montant sur le podium à Lillehammer et Prémanon, mais se blesse au genou aux Championnats de Slovénie (rupture des ligaments croisés), achevant ainsi sa saison.
Au début de l'hiver 2019-2020, elle revient au plus haut niveau, se classant deuxième de la Coupe du monde à Klingenthal.
En 2020-2021, elle fait partie des toutes meilleures, étant la principale contributrice de la victoire de l'équipe slovène à Ljubno, puis se classant deuxième ici même, puis monte sur deux autres podiums, sans encore pouvoir s'imposer.

## Famille
Sa sœur Barbara est aussi une sauteuse à ski de haut niveau.

## Palmarès

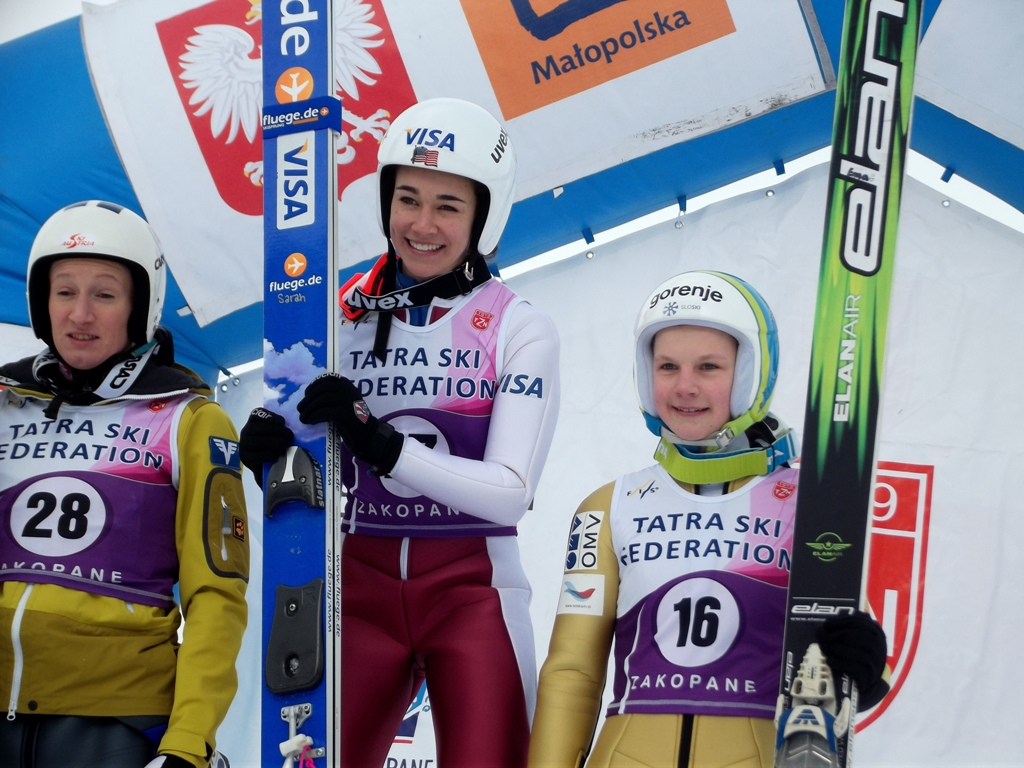
Ema Klinec 3e à Zakopane le 20 janvier 2012.

### Jeux olympiques
| Épreuve / Édition | Pyeongchang 2018                 | Pékin 2022 |
| Individuel        | 14e                              | 5e         |
| Mixte             | Épreuve inexistante à cette date | -          |

### Championnats du monde
| Épreuve / Édition  | Lahti 2017                       | Oberstdorf 2021 | Planica 2023 | Trondheim 2025 |
| Petit Tremplin     | 5e                               | Or              | 19e          |                |
| Grand Tremplin     | Épreuve inexistante à cette date | 6e              | 7e           |                |
| Par équipes        | Épreuve inexistante à cette date | Argent          | 4e           | 4e             |
| Par équipes mixtes | 4e                               | 4e              | Bronze       | Argent         |

### Coupe du monde
- Meilleur classement général : 3e en 2023.
- 31 podiums individuels : 2 victoires, 16 deuxièmes places et 13 troisièmes places.
- 3 podiums par équipes : 1 victoire et 2 deuxièmes places.
- 1 podium par équipes mixte : 1 victoire.

#### Classements généraux annuels
| Année | Rang |
| 2014  | 25e  |
| 2015  | 9e   |
| 2017  | 7e   |
| 2018  | 11e  |
| 2019  | 24e  |
| 2020  | 8e   |
| 2021  | 6e   |
| 2022  | 7e   |
| 2023  | 3e   |

#### Victoires individuelles
| Année | Lieu                  |
| 2022  | Nijni Taguil (Russie) |
| 2023  | Oslo (Norvège)        |

### Championnat du monde junior
- Championnats du monde junior 2012 :
  -  Médaille de bronze au concours par équipes.
- Championnats du monde junior 2013 : 
  -  Médaille d'or au concours par équipes.
- Championnats du monde junior 2016 : 
  -  Médaille d'or par équipes mixte.
- Championnats du monde junior 2017 : 
  -  Médaille d'or par équipes mixte.
  -  médaille d'argent en individuel.
  -  médaille d'argent par équipes.
- Championnats du monde junior 2018 : 
  -  Médaille d'or par équipes.
  -  médaille d'argent en individuel.

### Grand Prix d'été
- Meilleur classement général : 2e en 2018.
- 4 podiums individuels, dont 2 victoires.

### Coupe continentale
- 6 victoires (en date de 2020).
- Meilleur classement général : 8e de la saison estivale 2011.

### Jeux olympiques de la jeunesse
- Médaille d'or en individuel en 2016.
- Médaille d'or du concours par équipes mixtes en 2016.

### Championnats de Slovénie
- Championne en individuel (hiver) en 2012 et 2019.